# Johannes-Leo Hoffmann
Johannes-Leo Hoffmann (* 25. August 1941 in Teistungen; † 14. November 1972 ebenda) war ein Todesopfer an der innerdeutschen Grenze.

## Leben
Johannes-Leo Hoffmann beendete die Grundschule in der 7. Klasse und erlernte den Beruf des Sattlers und Polsterers. Anschließend diente er freiwillig bei der Nationalen Volksarmee in Oranienburg. Später arbeitete er bei der Deutschen Volkspolizei und zuletzt im VEB Molkereikombinat Mühlhausen/Thüringen.
Am frühen Abend des 14. November 1972 gelangte er über das Gelände des ehemaligen Klosters Teistungenburg, das dicht an der innerdeutschen Grenze lag, in die Sperrzone. Beim Überqueren des zweiten Sperrzaunes löste er zwei Selbstschussanlagen aus, die kurz vorher dort installiert worden waren. Er erlitt ca. 80 Splitterverletzungen und starb durch Verblutung, ehe der Krankenwagen mit ihm das Krankenhaus Worbis erreichte.
Johannes-Leo Hoffmann war mutmaßlich das erste Opfer der zu diesem Zeitpunkt neu installierten Selbstschussanlagen. Zuvor war die Grenze mit Erdminen gesichert worden, die ebenfalls Opfer gefordert hatten.

## Juristische Aufarbeitung
Die Staatsanwaltschaft Erfurt erhob am 10. März 2000 Anklage gegen Peter Helmut L., den für die Anbringung der Splitterminen verantwortlichen Zugführer einer Pioniereinheit. Das Landgericht Mühlhausen verurteilte ihn am 12. März 2001 wegen zweifachen Totschlags zu einer Bewährungsstrafe von einem Jahr und drei Monaten.